# О, Калькутта!

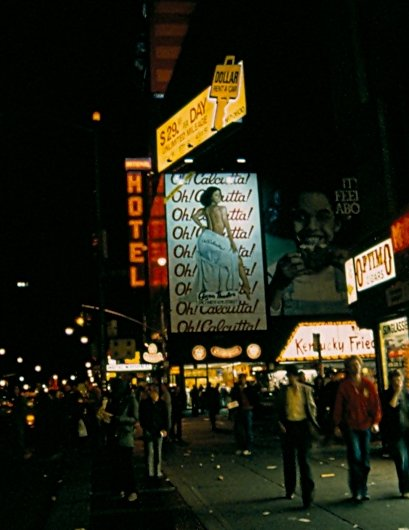
Реклама ревю «О, Калькутта!» на Бродвее в 1981 году

«О, Калькутта!» (англ. Oh! Calcutta!) — эротическое музыкальное ревю на либретто британского музыкальныого критика Кеннета Тайнена, в течение длительного времени игравшееся в музыкальных театрах Нью-Йорка.
Музыкальная пьеса состоит из двух актов и финальной части. Впервые была поставлена в 1969 году в театрах Офф-Бродвей (Off-Broadway). В большей части сцен ревю — созданных, кроме прочих, Сэмюэлом Беккеттом (Breath), Джоном Ленноном и Жюлем Фейффером — актёры играют и танцуют совершенно обнажёнными. Музыкальную часть шоу создавали три композитора — Питер Шикеле, Роберт Деннис и Стэнли Уолден.
Премьера ревю в театрах Вест-Энда состоялась в 1970 году, в театре на Бродвее — в 1976 году. Постановка мюзикла осуществлялась 13 лет подряд, что на некоторое время сделало его наиболее «долгоиграющей» пьесой на Бродвее.
Английское название пьесы Oh! Calcutta! — каламбур, обыгрывающий французскую фразу «O quel cul t’as!» («Какая у тебя красивая задница!»).